# Renate Kirchhoff
Renate Kirchhoff (* 1960 in Göttingen) ist eine deutsche evangelische Theologin.

## Leben
Kirchhoff studierte evangelische Theologie und Pädagogik an den Universitäten von Göttingen, Heidelberg und Tübingen. In Heidelberg wirkte sie auch als Wissenschaftliche Mitarbeiterin der Fakultät für Theologie.
Das Vikariat und ihre beruflichen Anfangsjahre verbrachte Kirchhoff nach ihrer Promotion, die sie in Heidelberg ablegte, ab 1992 in Frankfurt am Main; nach sechs Jahren wechselte sie an den Lehrstuhl für Biblische Theologie der Universität Augsburg, wo sie als Stipendiatin und Wissenschaftliche Assistentin arbeitete. 2005 erhielt sie den Ruf als Professorin für Neues Testament und Diakoniewissenschaft an die Evangelische Hochschule Freiburg. Drei Jahre darauf wurde sie Dekanin des Fachbereiches. Seit 2015 ist Kirchhoff die Rektorin der Hochschule.
Schwerpunkte der Forschungstätigkeit und Publikationen Kirchhoffs stellen u. a. feministische und Gender-Themen sowie „Paulinische Anthropologie“ und das Thema „Kirche und Prostitution“ dar.

## Veröffentlichungen (Auswahl)
- 1994: Die Sünde gegen den eigenen Leib. Göttingen, 227 S., ISBN 3-525-53372-1
- 1999: Die Testamente der zwölf Patriarchen. Über Techniken männlicher Machtausübung, in: L. Schottroff u. M.-T. Wacker (Hrsg.): Kompendium feministischer Bibelauslegung, Gütersloh, S. 474–482
- 2005: (mit Elisabeth Moltmann-Wendel, Hrsg.) Christologie im Lebensbezug, Göttingen. 240 S., ISBN 978-3-525-56958-0
- 2006: Übersetzung und Einleitung des Jakobusbriefes für die „Bibel in Gerechter Sprache“
- 2008: (mit Hartmut Rupp, Hrsg.) Religiöse und philosophische Bildung. Grundlagen für das Studium der Frühpädagogik, Materialien zur Frühpädagogik, Freiburg. 208 S., ISBN 978-3-932650-28-4